# Zaliyanu
Zaliyanu oder Zalinu ist ein hattischer Berggott der Stadt Kaštama, die in der Nähe der hethitischen Kultstadt Nerik lag. Er teilt auch den Regen zu, und  wenn es in Nerik regnet, bringen sie dem Zaliyanu ein Dickbrot herbei. Weil durch seinen Regen der Getreideertrag groß ist, wird er höher als der Wettergott von Nerik eingeschätzt.
Beim purulliya-Fest wurden er, seine Frau Zašḫapuna und seine Geliebte Tazzuwašši, in einem Festumzug nach Nerik geführt. Dort angekommen, bestimmt ein Los, dass Zaliyanu größer als die anderen Götter ist und er wird auf den Dioritstuhl über dem Brunnen gesetzt.